# Neivamyrmex spatulatus
Neivamyrmex spatulatus é uma espécie de formiga do gênero Neivamyrmex.